# Karl Kalmbach

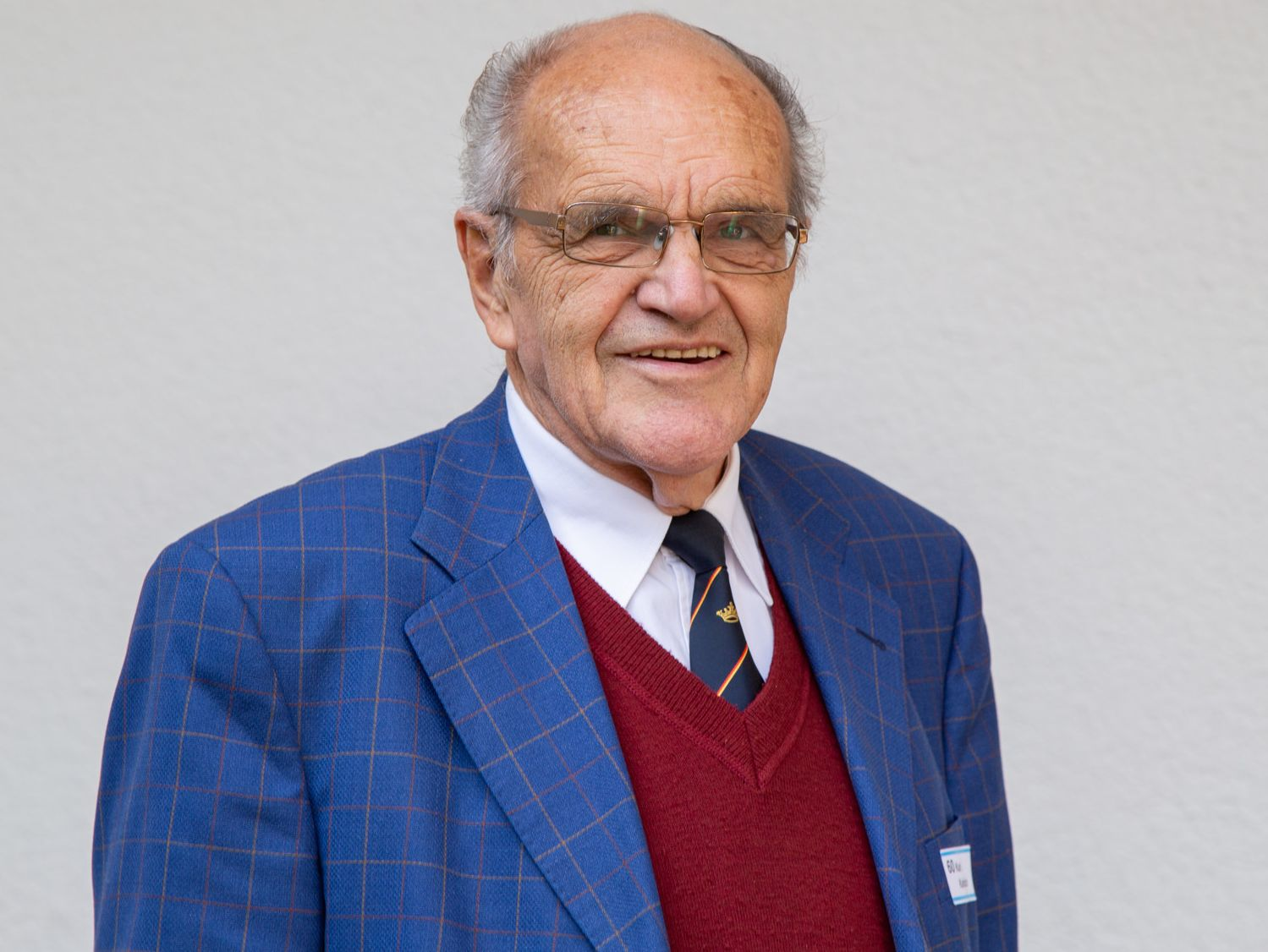
Karl Kalmbach 2019

Karl Kalmbach (* 23. September 1936 in Altensteig) ist ein deutscher evangelischer Missionar und Autor. Er war über drei Jahrzehnte im Missions-, Schul- und Entwicklungsdienst in Papua-Neuguinea und Mikronesien tätig.

## Leben
Kalmbach wuchs mit seinen vier jüngeren Geschwistern in Altensteig auf. Nach der Volksschule erlernte er ab 1949 den Beruf des Tischlers und nahm 1954 eine Arbeitsstelle in Konstanz an. Dort fand er 1956 bei einer Zeltevangelisation der Baptisten zum Glauben. Später folgte in Stockach und Ludwigshafen am Bodensee eine Umschulung zum Bautechniker, der eine Anstellung in einem Böblinger Architekturbüro folgte. Von 1959 bis 1964 absolvierte er am Theologischen Seminar der Liebenzeller Mission eine Theologische Ausbildung, die ein Gemeindepraktikum in Heilbronn einschloss.
Im Jahr 1964 reiste er als Missionar der Liebenzeller Mission nach Papua-Neuguinea aus, wo er bis 1996 zunächst auf Manus, danach bis 1970 in Arkosame am Sepik im Einsatz war. 1969 erfolgte in der Hauptstadt Port Moresby eine Ausbildung zum Lehrer. Von 1971 bis 1976 wechselte er nochmals auf die Insel Manus und arbeitete ab 1977 wieder am Sepik in Wewak-Brugam, wo er zusammen mit seiner Frau bis im Jahr 1982 tätig war. Er lebte in Dörfern unter Ureinwohnern, wo zuvor noch kein Weißer war. Kalmbach setzte sich mit ihrer Religion und Kultur auseinander, die von Blutrache, grausamen Stammesfehden, tiefen Ängsten vor Geistern und Todeszauberern geprägt waren. Erlösung fanden sie durch die Hinwendung zum Gott des Christentums, den ihnen Kalmbach nahebringen konnte.
Von 1983 bis 1985 und zwischen 1998 und 2000 war Kalmbach zu Baueinsätzen in Guam, Chuuk und Gavuvu, West-Neubritanien und von 1993 bis 1996 in Port Moresby, wo er den Bau von Bibelschulen leitete. Über sein Erleben in der Missionsarbeit hat er etliche Bücher geschrieben.
Karl Kalmbach heiratete 1966 in Brugam seine Frau Hedwig Fuchsgruber. Das Paar hat drei Kinder und wohnt im Ruhestand in Altensteig.

## Veröffentlichungen
- Ein Urwalddorf zwischen Blutrache und Evangelium: Mission in Arkosame, Papua-Neuguinea, Verlag der Liebenzeller Mission, Bad Liebenzell 1976, ISBN 978-3-88002-029-0.
- Südsee-Idylle, Illusion und Wirklichkeit, Verlag der Liebenzeller Mission, Bad Liebenzell 1987, ISBN 978-3-88002-311-6.
- Mit Gott von Mensch zu Mensch. Aus der Geschichte der Liebenzeller Mission, Verlag der Liebenzeller Mission, Bad Liebenzell 1999, ISBN 978-3-88002-664-3.
- mit Detlef Krause: Verschlungene Wege in Papua: wie Gott Geschichte schreibt, SCM Hänssler, Holzgerlingen 2011, ISBN 978-3-7751-5339-3.

Aufsätze
- Zu Argandumbu kam das Licht. Steinzeitmenschen in Neuguinea erfahren eine Lebenswende, In: Arno Pagel (Hrsg.): Kein Weg ist zu weit – Berichte aus der Arbeit evangelikaler Missionen, R. Brockhaus Verlag, Wuppertal 1971, ISBN 978-3-417-00337-6.
- Die Evangelikale Kirche von Manus. In: Herwig Wagner, Gernot Fugmann, Hermann Janssen (Hrsg.): Papua-Neuguinea – Gesellschaft und Kirche: Ein ökumenisches Handbuch, Erlanger Verlag für Mission und Ökumene, Erlangen 1989, ISBN 978-3-87214-193-4.